# 田中産業
田中産業株式会社（たなかさんぎょう）は、愛媛県今治市に本社を置くタオルメーカー。

## 概要
田中良太が今治市内の神之木通りに織機20台を据え「田中タオル工場」として創業。戦時中の一時期は軍の要請で木工所に切り替えたが、戦後は再びタオル生産に戻り、1946年に「田中産業株式会社」を設立。1952年には染色から製織までのタオルの一貫生産体制を構築した。
現在は有名ブランドなどのOEM生産を手がける他「GOLDPEARL（ゴールドパール）」などの名で自社ブランドのタオル生産･販売を行っている。2008年には特定非営利活動法人ダイアログ・イン・ザ・ダーク・ジャパンの協力を得て、健常者よりも鋭い嗅覚を持つ視覚障害者をモニターに「ダイアログ・イン・ザ・ダーク・タオル」を開発しグッドデザイン賞を受賞した。

## 沿革
- 1932年 - タオル製造業を創業。
- 1946年 - 株式会社化し、「田中産業株式会社」に改組。
- 1951年 - 自社ブランド「GOLDPEARL（ゴールドパール）」を商標登録。
- 1952年 - 東洋繊維協同組合（現:東洋繊維株式会社）を設立し、染色から製織までの一貫生産体制を確立。
- 1963年 - 現在地に新工場を建設。
- 1966年 - 昭和天皇・皇后の行幸啓を受ける。
- 1969年 - 第2工場を増設。
- 2008年 - 「ダイアログ・イン・ザ・ダーク・タオル」がグッドデザイン賞を受賞。

## 関連企業
- 東洋繊維株式会社（染色繊維加工業）